# 르포르타주
르포르타주(프랑스어: reportage →탐방), 또는 보고기사는 영화·신문·방송·잡지 등에서 현지로부터의 보고 기사·사회적인 현실에 대하여 보고자의 주관을 섞지 않고 객관적으로 서술하는 것을 의미한다. 소재의 생생함과 박진감이 특징이다. 형태는 신문 기사와 문학과의 사이에 있다고 할 수 있으며  사실만을 전달한다는 점에서 일반적인 문학과 차이가 있다.

## 같이 보기
- 저널리즘

## 참고 자료
- 이 문서에는 다음커뮤니케이션(현 카카오)에서 GFDL 또는 CC-SA 라이선스로 배포한 글로벌 세계대백과사전의 내용을 기초로 작성된 글이 포함되어 있습니다.